# Lecanora schindleri
Lecanora schindleri är en lavart som beskrevs av Guderley. Lecanora schindleri ingår i släktet Lecanora och familjen Lecanoraceae.   Inga underarter finns listade i Catalogue of Life.